# Liste der Orte im Ostalbkreis
Die Liste der Orte im Ostalbkreis listet die geographisch getrennten Orte (Ortsteile, Stadtteile, Dörfer, Weiler, Höfe, (Einzel-)Häuser) im Ostalbkreis auf.
Seit dem Abschluss der baden-württembergischen Kreisreform von 1973 umfasst der Ostalbkreis 42 Gemeinden, darunter 9 Städte und 33 sonstige Gemeinden.
Grundlage für diese Liste sind die in der Literaturquelle von Kohlhammer (1980) Das Land Baden-Württemberg – Amtliche Beschreibung nach Kreisen und Gemeinden – Band IV: Regierungsbezirk Stuttgart, Regionalverbände Franken und Ostwürttemberg genannten Orte. Zusätzlich bestehende Orte, die in der grundlegenden Literaturquelle nicht genannt wurden, oder inzwischen aufgegangene Orte, die zum Zeitpunkt der Literaturquelle noch vom angrenzenden Hauptort getrennt lagen, werden üblicherweise nach der Quelle www.leo-bw.de mit zusätzlichen Einzelnachweisen erfasst.

## Systematische Liste
Alphabet der Städte und Gemeinden mit den zugehörigen Orten.
- Karte mit allen Koordinaten der Orte im Ostalbkreis:
- OSM |
- WikiMap

### Aalen
Aalen (146,63 km²; 67,724 Einwohner; 462 EW je km²) mit den Stadtbezirken Aalen, Dewangen, Ebnat, Fachsenfeld, Hofen, Unterkochen, Waldhausen und Wasseralfingen.
- Zu Aalen die Stadt Aalen (⊙), das Dorf Unterrombach (⊙), die Weiler Hahnenberg (⊙), Hammerstadt (⊙), Himmlingen (⊙), Hofherrnweiler (⊙), Lauchhof[2] (⊙), Mädle (⊙), Mantelhof (⊙), Neßlau (⊙), Oberrombach (⊙), Pompelhof (⊙), Rauental (⊙), Sandberg (aufgegangen,[3] ⊙), Sauerbach (⊙) und Schwalbenhof (⊙), die Höfe Hirschhof (⊙) und Sofienhof (⊙) und der Wohnplatz Aalwirtshaus (aufgegangen,[4] ⊙).

- Zu Dewangen das Dorf Dewangen (⊙), die Weiler Aushof (⊙), Bernhardsdorf (⊙), Bronnenhäusle (⊙), Bubenrain (⊙), Degenhof (⊙), Faulherrnhof (⊙), Hüttenhöfe (⊙), Lusthof (⊙), Neuhof (⊙), Reichenbach (⊙), Riegelhof (⊙), Rodamsdörfle (⊙), Rotsold (⊙), Schultheißenhöfle (⊙) und Trübenreute (⊙), die Höfe Dreherhof (⊙), Freudenhöfle (⊙), Gobühl (⊙), Großdölzer Hof (⊙), Kleindölzer Hof (⊙), Kohlhöfle (⊙), Rauburr (⊙), Schafhof (⊙), Streithöfle (⊙) und Tannenhof (⊙) und die Wohnplätze Haldenhaus (⊙) und Langenhalde (⊙).

- Zu Ebnat das Dorf Ebnat (⊙), die Weiler Affalterwang (⊙) und Niesitz (⊙) und das Gehöft Diepertsbuch (⊙).

- Zu Fachsenfeld das Dorf Fachsenfeld (⊙), die Weiler Himmlingsweiler (⊙), Mühlhäusle (⊙), Schloßreute (aufgegangen,[5] ⊙) und Waiblingen (⊙), die Höfe Frankeneich (⊙), Oberer Hangendenbuch (⊙),[6] Sanzenbach (⊙), Scherrenmühle (⊙) und Spitz (⊙) und die Wohnplätze Bodenbach (⊙) und Steinfurt (⊙).

- Zu Hofen das Dorf Hofen (⊙), die Weiler Attenhofen (⊙), Goldshöfe (⊙) und Oberalfingen (⊙), der Ort Wagenrain (⊙), das Gehöft Heimatsmühle (⊙) und der Wohnplatz Fürsitz (⊙).

- Zu Unterkochen das Dorf Unterkochen (⊙), die Weiler Birkhof (⊙), Eisenhammerwerk (aufgegangen,[7] ⊙), Glashütte (⊙), Neukochen (⊙), Neumühle (aufgegangen,[8] ⊙), Neuziegelhütte (⊙) und Pulvermühle (⊙) und die Wohnplätze Klause (⊙) und Stefansweiler Mühle(⊙).

- Zu Waldhausen das Dorf Waldhausen (⊙), die Weiler Arlesberg (⊙), Bernlohe (⊙), Beuren (⊙), Brastelburg (⊙), Geiselwang (⊙) und Simmisweiler (⊙) und die Höfe Hohenberg (⊙) und Neubau (⊙).

- Zu Wasseralfingen die Stadt Wasseralfingen (⊙), die Weiler Affalterried (⊙), Brausenried (⊙), Heisenberg (⊙), Mäderhof (⊙), Onatsfeld (⊙), Rötenberg (⊙), Röthardt (⊙), Treppach (⊙) und Weidenfeld (⊙), das Gehöft Salchenhaus (aufgegangen,[9] ⊙) und der Wohnplatz Erzhäusle (⊙).

### Abtsgmünd
Abtsgmünd (71,6 km²; 7.448 Einwohner; 104 EW je km²) mit den Gemeindeteilen Abtsgmünd, Hohenstadt, Laubach, Neubronn, Pommertsweiler und Untergröningen.
- Zu Abtsgmünd das Dorf Abtsgmünd (⊙), die Weiler Altschmiede (⊙), Hangendenbuch (⊙), Neuschmiede (⊙), Schäufele (⊙), Vorderbüchelberg (⊙), Wilflingen (⊙) und Wöllstein (⊙), das Gehöft Birkholz (Wüstung,[10] ⊙) und die Wohnplätze Ausägmühle (⊙), Fischbach (⊙), Öl- und Sägmühle(⊙) und Pulvermühle (aufgegangen,[11] ⊙).

- Zu Hohenstadt das Dorf Hohenstadt (⊙), die Weiler Börrat (⊙), Butzenberg (⊙), Christhäuser (⊙), Kocherhof (⊙), Köhrhof (⊙), Maisenhäuser (⊙), Reichertshofen (⊙), Rötenbach (⊙), Schafhäuser (⊙) und Steinreute (teilweise auch zum Gemeindeteil Neubronn)[12] (⊙) und die Höfe Bernhardshof[13] (⊙), Brastelhof (⊙), Fischhaus (⊙), Frauenhof (⊙) und Sandhof (⊙).

- Zu Laubach das Dorf Laubach (⊙), die Weiler Berg (⊙), Haag (⊙) und Leinroden (⊙), der Ort Roßnagel(⊙), die Höfe Blumenhof (⊙), Eichhornhof (⊙), Kauhof (⊙) und Schneiderhaus (⊙) und der Wohnplatz Lustenau (aufgegangen,[14] ⊙).

- Zu Neubronn das Dorf Neubronn (⊙), der Weiler Steinreute (teilweise auch zum Gemeindeteil Hohenstadt)[12] und die Höfe Eiderhalden (⊙), Kellerhaus (⊙) und Spatzenmühle(⊙).

- Zu Pommertsweiler das Dorf Pommertsweiler (⊙), die Weiler Hinterbüchelberg (⊙), Höfenhölzle (⊙), Hohenhöfen (⊙), Lutstrut (⊙), Seelach (⊙), Straßdorf (⊙), Wildenhäusle (⊙), Wildenhof (⊙) und Zimmerberg (⊙), die Höfe Altweiher (⊙), Hammerschmiede (⊙), Herrenwald (⊙), Mittelhohlenbach (⊙) (teilweise auch zum Gemeindeteil Untergröningen), Neumühle (⊙) und Ziegelhütte (⊙) und der Wohnplatz Oberhohlenbach (⊙) (teilweise auch zum Gemeindeteil Untergröningen).

- Zu Untergröningen das Dorf Untergröningen (⊙), die Weiler Billingshalden oder Schweizerhof (⊙), Burren (⊙), Dinkbühl (⊙), Letten (⊙), Öchsenhof (⊙), Rötenbach (⊙), Rötenberg (⊙) und Wegstetten (⊙) und die Wohnplätze Amselhöfle (⊙), Bach (aufgegangen,[15] ⊙), Gschwendhof(⊙), Herrenfeld (⊙), Märzenhäusle (⊙), Mittelhohlenbach (teilweise auch zum Gemeindeteil Pommertsweiler), Oberhohlenbach (teilweise auch zum Gemeindeteil Pommertsweiler) und Tyrol (⊙).

### Adelmannsfelden
Adelmannsfelden (22,9 km²; 1.711 Einwohner; 75 EW je km²)
mit dem Dorf Adelmannsfelden (⊙), den Weilern Bühler (⊙), Haid (⊙), Mittelwald (⊙), Ottenhof (⊙), Stöcken (⊙) und Vorderwald (⊙), den Höfen Dollishäusle (⊙), Eichhorn (⊙), Kuderberg (⊙), Mäder (⊙), Metzelgehren (⊙), Ölmühle (aufgegangen, ⊙), Papiermühle (⊙), Patrizenhaus (⊙) und Wendenhof (⊙) und den Wohnplätzen Hirschberg (⊙), Rams (⊙), Sägmühle (⊙) und Schleifhäusle (⊙).

### Bartholomä
Bartholomä (20,75 km²; 2.041 Einwohner; 98 EW je km²)
mit dem Dorf Bartholomä (⊙), den Weilern Äußerer Kitzinghof (⊙), Amalienhof (⊙), Hesselschwang (aufgegangen, ⊙), Hirschrain (⊙), Innerer Kitzinghof (⊙), Möhnhof (⊙) und Rötenbach (⊙), dem Gehöft Tannenhöfle oder Tannenhof (⊙) und den Wohnplätzen Äußerer Möhnhof (⊙) und Ziegelhütte (Auf der Heide) (⊙).

### Böbingen an der Rems
Böbingen an der Rems (12,22 km²; 4.607 Einwohner; 377 EW je km²)
mit den Dörfern Oberböbingen (⊙) und Unterböbingen (⊙), dem Weiler Beiswang (⊙) und den Höfen Birkhof (⊙), Braunhof (⊙), Gratwohlhof (⊙), Krausenhof (⊙) und Windhof (⊙).

### Bopfingen
Bopfingen (76,98 km²; 11,570 Einwohner; 150 EW je km²) mit den Stadtteilen Aufhausen, Baldern, Bopfingen, Flochberg, Kerkingen, Oberdorf am Ipf, Schloßberg, Trochtelfingen und Unterriffingen.
- Zu Aufhausen das Dorf Aufhausen (⊙), die Weiler Baiermühle[22] (⊙) und Michelfeld (⊙) und die Wohnplätze Schlägweidmühle (⊙) und Walkmühle (⊙).

- Zu Baldern das Dorf Baldern (⊙), der Weiler Zimmerstetten (⊙), das Schloss Baldern (⊙), das Gehöft Blankenhöfe (⊙) und die Wohnplätze Forsthaus (aufgegangen[23]) und Parkhaus (aufgegangen[24]), (⊙).

- Zu Bopfingen die Stadt Bopfingen (⊙), der Weiler Hohenberg (⊙), das Gehöft Kalkofen (⊙) und der Wohnplatz Holzmühle (⊙).

- Zu Flochberg das Dorf Flochberg (⊙), die Weiler Dorfen (⊙) und Härtsfeldhausen (⊙) und der Wohnplatz Heidmühle (⊙).

- Zu Kerkingen das Dorf Kerkingen (⊙) und die Weiler Edelmühle (⊙), Itzlingen (⊙) und Meisterstall (⊙).

- Zu Oberdorf am Ipf das Dorf Oberdorf am Ipf (⊙) und die Höfe Nagelmühle (⊙) und Steinmühle (⊙).

- Zu Schloßberg das Dorf Schloßberg (⊙).

- Zu Trochtelfingen das Dorf Trochtelfingen (⊙), die Höfe Obere Röhrbachmühle (⊙) und Untere Röhrbachmühle (⊙) und der Wohnplatz Röhrbachsiedlung[25] ⊙.

- Zu Unterriffingen das Dorf Unterriffingen (⊙), der Weiler Oberriffingen (⊙) und das Gehöft Ungnad (⊙).

### Durlangen
Durlangen (10,43 km²; 2.755 Einwohner; 264 EW je km²)
mit den Dörfern Durlangen (⊙), Tanau (⊙) und Zimmerbach (⊙), dem Weiler Mooswiese (⊙), den Höfen Amandusmühle (⊙), Bruckacker (⊙), Durlanger Mühle (abgegangen, ⊙), Gehau (⊙) und Karrenstrietle (⊙) und den Wohnplätzen Hummelbühl (⊙), Leinhaus (⊙), Leinmühle (⊙) und Stutzenklinge (⊙).

### Ellenberg
Ellenberg (30,2 km²; 1.830 Einwohner; 61 EW je km²)
mit dem Dorf Ellenberg (⊙), den Weilern Althueb (⊙), Bautzenhof (⊙), Birnhäusle (⊙), Breitenbach (⊙), Eiberg (⊙), Georgenstadt (⊙), Gerhof (⊙), Häsle (⊙), Haselbach (⊙), Hintersteinbach (⊙), Kraßbronn (⊙), Muckental (⊙), Neuhueb (⊙), Rothof (⊙) und Schmalenbach (⊙), den Höfen Schweizerhof (⊙) und Zwiebelshof (⊙) und den Wohnplätzen Dietlesmühle (⊙) und Eiberger Sägmühle (⊙).

### Ellwangen
Ellwangen (Jagst) (127,4 km²; 24,826 Einwohner; 195 EW je km²) mit den Stadtteilen Ellwangen, Pfahlheim, Rindelbach, Röhlingen und Schrezheim.
- Zu Ellwangen die Stadt Ellwangen (Jagst) (⊙), der Stadtteil Braune Hardt (⊙), Schloss und Wohnplatz Schloß ob Ellwangen (⊙), der Weiler Schönenberg (teilweise auch zu Rindelbach[27]) (⊙) und der Wohnplatz Hinterer Spitalhof[28] (⊙).

- Zu Pfahlheim das Dorf Pfahlheim (⊙), die Weiler Beersbach (⊙), Buchhausen (⊙), Halheim (⊙), Hardt (⊙), Hirlbach (⊙), Hochgreut (⊙) und Hofstetten (⊙) und die Wohnplätze Hammermühle (⊙), Pfeifhaus oder Pfeifhäusle[29] (⊙) und Sonnenhof (⊙).

- Zu Rindelbach das Dorf Rindelbach (⊙), die Weiler Eigenzell (⊙), Holbach (⊙), Kalkhöfe (⊙), Rattstadt (⊙), Schönau (⊙), Schönenberg (teilweise auch zu Ellwangen[27]) und Stocken (⊙), die Höfe Borsthof (⊙), Rabenhof (⊙) und Scheuenhof (⊙) und die Wohnplätze Gehrensägmühle (⊙), Kellerhaus (⊙), Rotkreuz (⊙), Scheuensägmühle (⊙), Stockensägmühle (⊙) und Treppelmühle[30] (⊙).

- Zu Röhlingen das Dorf Röhlingen (⊙), die Weiler Dettenroden (⊙), Elberschwenden (⊙), Erpfental (⊙), Haisterhofen (⊙), Killingen (⊙), Neunheim (⊙), Neunstadt (⊙), Rötlen (⊙) und Steigberg (⊙) und die Höfe Schafhof (⊙), Süßhof (⊙) und Wagnershof (⊙).

- Zu Schrezheim die Dörfer Schrezheim (⊙), Eggenrot (⊙) und Rotenbach (⊙), der Ort Lindenkeller (⊙), die Weiler Altmannsrot (⊙), Altmannsweiler (⊙), Engelhardsweiler (⊙), Espachweiler (⊙), Griesweiler (⊙), Hinterlengenberg (⊙), Hintersteinenbühl (⊙), Ölmühle (⊙) und Schleifhäusle (⊙) und die Wohnplätze Bahnmühle (⊙), Glassägmühle (⊙), Lindenhäusle (⊙), Lindenhof (⊙) und Vorderlengenberg (⊙).

### Eschach
Eschach (20,27 km²; 1.883 Einwohner; 93 EW je km²)
mit dem Dorf Eschach (⊙), den Weilern Batschenhof (⊙), Helpertshofen (⊙), Holzhausen (⊙), Kemnaten (⊙), Seifertshofen (⊙), Vellbach (⊙) und Waldmannshofen (⊙) und den Höfen Dietenhalden (⊙), Gehrenhof (⊙), Götzenmühle (⊙) und Hirnbuschhöfle (⊙).

### Essingen
Essingen (58,5 km²; 6.452 Einwohner; 110 EW je km²) mit den Gemeindeteilen Essingen und Lauterburg.
- Zu Essingen das Dorf Essingen (⊙), die Weiler Birkenteich (⊙), Forst (⊙) und Hermannsfeld (⊙), Schloss und Gehöft Hohenroden (⊙), die Höfe Birkhof (⊙), Blümle (aufgegangen[31]), Dauerwang (⊙), Lauchkling (⊙), Lix (aufgegangen,[32] ⊙), Oberkolbenhof (⊙), Ölmühle (⊙), Schelhoppen (⊙), Schnaitberg (⊙), Sixenhof (⊙), Tauchenweiler (⊙), Teußenberg (⊙), Unterkolbenhof (⊙), Zollhaus (⊙) und Zollhof (⊙) und die Wohnplätze Am Wental[33] (⊙), Prinzeck[34] (⊙), Schwegelhöfe[35] (⊙) und Weinschenkerhof.[36]

- Zu Lauterburg das Dorf Lauterburg (⊙).

### Göggingen
Göggingen (11,38 km²; 2.573 Einwohner; 226 EW je km²)
mit dem Dorf Göggingen (⊙), den Weilern Horn(⊙) und Mulfingen (⊙) und den Höfen Kleemeisterei (⊙), Horner Mühle oder Mühle (⊙), Mühlhölzle (⊙) und Pfaffenhäusle (⊙).

### Gschwend
Gschwend (54,5 km²; 4.615 Einwohner; 85 EW je km²) mit den Gemeindeteilen Altersberg, Frickenhofen und Gschwend.
- Zu Altersberg die Dörfer Altersberg (⊙) und Horlachen (⊙), die Weiler Brandhof (⊙), Eichenkirnberg (⊙), Hagkling (⊙), Hundsberg (⊙), Lämmershof (⊙), Pritschenhof (⊙), Sturmhof (⊙), Vorderes Breitenfeld (⊙) und Wasserhof (⊙), die Höfe Felgenhof (⊙), Gläserhof (⊙), Haghöfle (⊙), Haghof (⊙), Hengstberg (⊙), Hinteres Breitenfeld (⊙), Hugenbeckenreute (⊙), Krämersberg (⊙), Neumühle (⊙), Pfeiferhof (⊙), Schierhof (⊙), Seehöfle (⊙) und Ziegelhütte (⊙) und der Wohnplatz Vogelhof[38] (⊙).

- Zu Frickenhofen das Dorf Frickenhofen (⊙), die Weiler Dietenhof (⊙), Hohenreusch (⊙), Joosenhof (⊙), Lindenreute (Lindenhöfle) (⊙), Linsenhof (⊙), Metzlenshof (⊙), Mittelbronn (⊙), Ottenried (⊙), Rotenhar (⊙), Spittelhof (⊙), Weiher (⊙), Wildenhöfle (⊙) und Wimberg (⊙), die Höfe Kellershof (⊙), Schöllhof (⊙), Steinhöfle (⊙), Steinreute (⊙) und die Wohnplätze Bödele[39] (⊙), Brechtenhalden (⊙), Bruckenhaus (⊙), Hohenohl (⊙), Joosenhofer Sägmühle (⊙), Käshöfle (⊙), Niederberg[40] (⊙), Rappenbühl (aufgegangen,[41] ⊙), Rappenhof (⊙), Unterrotenhar[42] (⊙) und Wolfsmühle (⊙).

- Zu Gschwend das Dorf Gschwend (⊙), die Weiler Birkhof (⊙), Buchhaus (⊙), Dinglesmad (⊙), Hasenhöfle oder Hasenhof[43] (⊙), Hetzenhof (⊙), Hirschbach (⊙), Hohenreut (⊙), Honkling (⊙), Humbach (⊙), Humberg (⊙), Mühläckerle (⊙), Nardenheim (⊙), Schlechtbach (⊙), Schmidbügel (⊙), Seelach (⊙), Waldhaus (⊙) und Wildgarten (⊙), die Höfe Hetschenhof (⊙), Hollenhöfle (⊙), Hollenhof (⊙), Marzellenhof (⊙), Oppenland (⊙) und Unterer Hugenhof (⊙) und die Wohnplätze Ernst (⊙), Gschwender Mühle (⊙), Haldenhäusle oder Haldenhaus[44] (⊙), Oberer Hugenhof (⊙), Reißenhöfle (⊙), Roßsumpf (⊙), Schlechtbacher Sägmühle (⊙), Steinenforst (⊙) und Straßenhaus (⊙).

### Heubach
Heubach (25,81 km²; 10,086 Einwohner; 391 EW je km²) mit den Stadtteilen Heubach und Lautern.
- Zu Heubach die Stadt Heubach (⊙), die Stadtteile Beuren (⊙) und Buch (⊙) und die Wohnplätze Himmelreich (⊙) und Jägerhaus (aufgegangen,[45] ⊙).
- Zu Lautern der Stadtteil Lautern (⊙) und das Gehöft Ölmühle (⊙).

### Heuchlingen
Heuchlingen (9,04 km²; 1.824 Einwohner; 202 EW je km²)
mit dem Dorf Heuchlingen (⊙), den Weilern Brackwang (⊙), Holzleuten (⊙) und Mäderhöfe (⊙) und den Höfen Kiart (⊙) und Riedhof (⊙).

### Hüttlingen
Hüttlingen (18,71 km²; 6.066 Einwohner; 324 EW je km²)
mit dem Dorf Hüttlingen (⊙), den Weilern Albanus oder Albanuskling (⊙), Mittellengenfeld (⊙), Niederalfingen (⊙), Oberlengenfeld (⊙), Seitsberg (⊙) und Sulzdorf (⊙), den Höfen Lachenschafhaus (⊙), Obersiegenbühl (⊙), Unterlengenfeld (⊙) und Untersiegenbühl (⊙) und den Wohnplätzen Bolzenweiler (⊙), Fuchshäusle (⊙), Haldenschafhaus (⊙), Halmeshof (⊙), Pfahläcker (⊙), Reutehof (⊙), Straubenmühle (⊙) und Zanken (⊙).

### Iggingen
Iggingen (11,42 km²; 2.612 Einwohner; 229 EW je km²)
mit dem Dorf Iggingen (⊙), den Weilern Brainkofen (⊙) und Schönhardt (⊙) und dem Wohnplatz Schafhäusle (⊙).

### Jagstzell
Jagstzell (37,97 km²; 2.346 Einwohner; 62 EW je km²)
mit dem Dorf Jagstzell (⊙), den Weilern Dankoltsweiler (⊙), Dietrichsweiler (⊙), Eichenrain (⊙), Finkenberg (⊙), Grünberg (⊙), Hegenberg (⊙), Kellerhof (⊙), Riegelhof (⊙), Riegersheim (⊙), Ropfershof (⊙), Rot (⊙), Rothof (⊙), Schweighausen (⊙), Spielegert (⊙) und Winterberg (⊙), den Höfen Buchmühle (⊙), Bühlhof (⊙), Kreuthof (⊙), Ratzensägmühle (⊙) und Rennecker Mühle (⊙) und den Wohnplätzen Dankoltsweiler Sägmühle (⊙), Eulenmühle (⊙), Finkenhaus (⊙), Hahnenmühle (⊙), Hegenstadt, Keuerstadt (⊙), Knausberg (⊙), Neumühle (⊙), Orrot (⊙), Rotbachsägmühle (⊙), Walser (⊙) und Weiler (⊙).

### Kirchheim am Ries
Kirchheim am Ries (21,05 km²; 1.782 Einwohner; 85 EW je km²) mit den Gemeindeteilen Benzenzimmern, Dirgenheim und Kirchheim am Ries.
- Zu Benzenzimmern das Dorf Benzenzimmern (⊙).
- Zu Dirgenheim das Dorf Dirgenheim(⊙) und das Gehöft Kreuthof (⊙).
- Zu Kirchheim am Ries das Dorf Kirchheim am Ries (⊙), die Weiler Jagstheim (⊙) und Osterholz (⊙) und die Höfe Heerhof (⊙), Kalkofen (⊙) und Weihermühle(⊙).

### Lauchheim
Lauchheim (40,86 km²; 4.810 Einwohner; 118 EW je km²) mit den Stadtteilen Hülen, Lauchheim und Röttingen.
- Zu Hülen das Dorf Hülen (⊙) und Staatsdomäne, Schloss und Weiler Kapfenburg (⊙).

- Zu Lauchheim die Stadt Lauchheim (⊙), die Weiler Gromberg (⊙), Hettelsberg (⊙) und Stetten (⊙), die Höfe Banzenmühle (⊙), Fuchsmühle (⊙), Mohrenstetten (⊙) und Schönberg (⊙) und die Wohnplätze Berghof[54] (⊙), Bühlhof[55] (⊙), Haltepunkt Röttingen[56] (⊙) und Sonnenhof[57] (⊙).

- Zu Röttingen das Dorf Röttingen (⊙) und das Gehöft Kahlhöfe (⊙).

### Leinzell
Leinzell (2,11 km²; 2.023 Einwohner; 959 EW je km²)
mit dem Dorf Leinzell (⊙) und dem Weiler Ölhäuser (⊙) und die Wohnplätze Kreuzwasen (⊙) und Strütle (⊙).

### Lorch
Lorch (34,28 km²; 10,883 Einwohner; 317 EW je km²) mit den Stadtteilen Lorch und Waldhausen.
- Zu Lorch die Stadt Lorch (⊙), die Weiler Bruck (⊙), Klotzenhof (⊙), Metzelhof (⊙), Oberkirneck (⊙), Schnellhöfle (⊙), Strauben (⊙) und Unterkirneck (⊙), die Höfe Hetzenhof (⊙), Maierhof im Remstal (⊙), Reichenhof (⊙), Sägreinhof (heute zum Stadtteil Waldhausen[60]), Schafhaus (⊙), Schwefelhütte (⊙), Trudelhöfle (⊙) und Ziegelhütte (⊙) und die Wohnplätze Beutenhof[61] (⊙), Brucker Sägmühle (⊙), Edenhof (⊙), Götzenmühle (⊙), Hohenlinde (⊙), Hollenhof (⊙), Kloster Lorch (⊙), Muckensee (⊙), Seemühle (⊙), Wachthaus (⊙) und Walkersbacher Tal (⊙).

- Zu Waldhausen das Dorf Waldhausen (⊙), die Weiler Rattenharz (⊙), Sägreinhof (früher zum Stadtteil Lorch[60]) (⊙), Vogelhof (⊙), Weitmars (⊙) und die Wohnplätze Elisabethenberg (⊙), Erlenhof (⊙), Pulzhof (⊙), Waldhäuser Mühle (⊙), Walkersmühle (⊙) und Weitmarser Sägmühle (⊙).

### Mögglingen
Mögglingen (10,27 km²; 4.272 Einwohner; 416 EW je km²)
mit dem Dorf Mögglingen (⊙), dem Weiler Hermannsfeld (angeblich aufgegangen) (⊙) und den Höfen Christenhof (⊙), Gollenhof (⊙) und Sternhof (⊙).

### Mutlangen
Mutlangen (8,78 km²; 6.783 Einwohner; 772 EW je km²)
mit dem Dorf Mutlangen (⊙) und dem Weiler Pfersbach (⊙).

### Neresheim
Neresheim (118,52 km²; 8.003 Einwohner; 68 EW je km²) mit den Stadtteilen Dorfmerkingen, Elchingen, Kösingen, Neresheim, Ohmenheim und Schweindorf.
- Zu Dorfmerkingen das Dorf Dorfmerkingen (⊙), die Weiler Dossingen (⊙), Hohenlohe (⊙) und Weilermerkingen (⊙) und die Höfe Hölzleshof[63] (⊙) und Schloßhof (⊙).[64]

- Zu Elchingen das Dorf Elchingen (⊙) und der Wohnplatz Haldenhöfe[65] (⊙).

- Zu Kösingen das Dorf Kösingen (⊙), der Weiler Hohlenstein (⊙), das Gehöft Fluertshäuserhof (⊙) und der Wohnplatz Rotenberg[66] (⊙).

- Zu Neresheim die Stadt Neresheim (⊙), der Weiler Stetten (⊙), die Höfe Eichplatte (⊙), Gallusmühle (⊙), Lixhöfe oder Lichshöfe[67] (⊙), Sägmühle (⊙) und Steinmühle (⊙) und die Wohnplätze Eichhof[68] (⊙), Geißhalde[69] (⊙), Härtsfeldwerke (⊙) und Riegel[70] (⊙).

- Zu Ohmenheim das Dorf Ohmenheim (⊙), der Weiler Dehlingen (⊙) und der Wohnplatz Maueräcker[71] (⊙).

- Zu Schweindorf das Dorf Schweindorf (⊙) und der Weiler Mörtingen (⊙).

### Neuler
Neuler (36,27 km²; 3.226 Einwohner; 89 EW je km²)
mit dem Dorf Neuler (⊙), den Weilern Bronnen (⊙), Ebnat (⊙), Gaishardt (⊙), Leinenfirst (⊙), Ramsenstrut (⊙) und Schwenningen (früher zu Rainau) (⊙), dem Gehöft Haldenhof (⊙) und den Wohnplätzen Adlersteige (⊙), Binderhof (⊙), Burghardsmühle (⊙), Burgstall (⊙), Himmelreich (⊙), Oberer Kohlwasen (früher Hurrlesrain ⊙), Pfaffenhölzle (⊙), Schönberger Hof (⊙) und Unterer Kohlwasen (früher Kohlwasen ⊙).

### Obergröningen
Obergröningen (5,86 km²; 432 Einwohner; 74 EW je km²)
mit dem Dorf Obergröningen (⊙), den Weilern Algishofen (⊙), Buchhof (⊙), Fach (⊙) und Rötenbach (⊙), den Höfen Bräunlesrain (⊙), Brandhof (⊙), Schlauchhof (⊙) und Wahlenhalden (⊙) und den Wohnplätzen Brand (⊙), Reute (⊙) und Suhhaus (⊙).

### Oberkochen
Oberkochen (23,57 km²; 7.922 Einwohner; 336 EW je km²)
mit der Stadt Oberkochen (⊙), dem Ort Heide (⊙) und dem Weiler Kreuzmühle (⊙).

### Rainau
Rainau (25,44 km²; 3.380 Einwohner; 133 EW je km²) mit den Gemeindeteilen Dalkingen und Schwabsberg.
- Zu Dalkingen das Dorf Dalkingen (⊙) und der Weiler Weiler (⊙) und die Wohnplätze Erdfeld[76] (⊙) und Waldkrankenhaus St. Anton[77] (⊙)
- Zu Schwabsberg das Dorf Schwabsberg (⊙), die Weiler Buch (⊙), Saverwang (⊙) und Schwenningen (umgemeindet zu Neuler[72]) und der Wohnplatz Jägerhaus (angeblich aufgegangen,[78] ⊙).

### Riesbürg
Riesbürg (17,96 km²; 2.205 Einwohner; 123 EW je km²) mit den Gemeindeteilen Goldburghausen, Pflaumloch und Utzmemmingen.
- Zu Goldburghausen das Dorf Goldburghausen (⊙).
- Zu Pflaumloch das Dorf Pflaumloch (⊙).
- Zu Utzmemmingen das Dorf Utzmemmingen (⊙), das Gehöft Alte Bürg oder Altenbürg[79] (⊙) und der Wohnplatz Ringlesmühle (⊙).

### Rosenberg
Rosenberg (41,02 km²; 2.561 Einwohner; 62 EW je km²)
mit dem Dorf Rosenberg (⊙), den Weilern Betzenhof (⊙), Geiselrot (⊙), Hinterbrand (⊙), Hohenberg (⊙), Holzmühle (⊙), Hütten (⊙), Hummelsweiler (⊙), Lindenhof (⊙), Ludwigsmühle (früher auch Neumühle, ⊙), Matzengehren (⊙), Ohrmühle (⊙), Schimmelhof (⊙), Unterknausen (⊙) und Zollhof (⊙), den Höfen Birkhof (⊙), Dieselhof (⊙), Gansershof (zusammen mit dem Webershof auch Zumholz genannt) (⊙), Herlingshof (⊙), Herlingssägmühle (⊙), Hochtänn (⊙), Hüttenhof (⊙), Mehlhof (⊙), Scheubenhof (⊙), Schimmelsägmühle (⊙), Schüsselhof (⊙), Tannenbühl, früher Krauthof (⊙), Uhlenhof (⊙), Webershof (zusammen mit dem Gansershof auch Zumholz genannt) (⊙) und Willa (⊙) und den Wohnplätzen Farbhäusle (⊙), Kirche (⊙), Spitzensägmühle (⊙), Stumpfhof (⊙) und Zollhaus (⊙).

### Ruppertshofen
Ruppertshofen (14,22 km²; 1.919 Einwohner; 135 EW je km²)
mit den Dörfern Ruppertshofen (⊙), Birkenlohe (⊙) und Hönig (⊙), den Weilern Steinenbach (⊙) und Tonolzbronn (⊙) und den Höfen Bittelhof (⊙), Boschenhof (⊙), Fohlenhof (⊙), Fuchsreute (⊙), Haldenhaus (⊙), Höllhof (⊙), Jakobsberg (⊙), Krebenhaus (⊙), Lettenhäusle (⊙), Lindenhof (⊙), Ölmühle (⊙), Striethof (⊙) und Ulrichsmühle (⊙).

### Schechingen
Schechingen (11,87 km²; 2.234 Einwohner; 188 EW je km²)
mit dem Dorf Schechingen (⊙), den Weilern Haghof (⊙), Klotzhöfe (⊙), Leinweiler (⊙) und Sebastiansweiler (aufgegangen, ⊙), den Höfen Mühlholz (⊙) und Zeirenhof (⊙) und die Wohnplätze Birkhof (⊙), Eichhof (⊙) und Haldenhaus (aufgegangen, ⊙).

### Schwäbisch Gmünd
Schwäbisch Gmünd (113,78 km²; 64,116 Einwohner; 564 EW je km²) mit den Stadtteilen Bargau, Bettringen, Degenfeld, Großdeinbach, Herlikofen, Lindach, Rechberg, Rehnenhof-Wetzgau, Schwäbisch Gmünd, Straßdorf und Weiler in den Bergen.
- Zu Bargau das Dorf Bargau (⊙) und die Höfe Birkhof (⊙), Oberer Lauchhof (⊙) und Schlössle (⊙).

- Zu Bettringen gehören die ehemaligen Gemeinden Oberbettringen (⊙) und Unterbettringen (⊙), sowie die Gemarkungen Hardt (⊙), Nord-West, Lindenfeld, Kirchäcker, Riedäcker, Hirschfeld, der Weiler Lindenhof, die Höfe Herzensbühl und Unterer Lauchhof (⊙) und die Wohnplätze Kellerhaus und Talacker (⊙) u. a.

- Zu Degenfeld das Dorf Degenfeld (⊙) und der Wohnplatz Hornberg (⊙).

- Zu Großdeinbach das Dorf Großdeinbach (⊙), die Weiler Haldenhof (⊙), Hangendeinbach (⊙), Kleindeinbach (⊙), Radelstetten (⊙), Sachsenhof (⊙), Waldau (⊙), Wustenriet (⊙) und Ziegerhof (heute zu Straßdorf[90]), das Gehöft Beutenhof (umgemeindet nach Lorch)[61] und die Wohnplätze Haltepunkt Deinbach (aufgegangen,[91] ⊙) und Haselbach-Söldhaus (⊙).

- Zu Herlikofen das Dorf Herlikofen (⊙), die Weiler Burgholz (⊙), Hirschmühle (⊙), Hussenhofen (⊙) und Zimmern (⊙) und das Gehöft Birkhof (⊙).

- Zu Lindach das Dorf Lindach (⊙) und die Wohnplätze Grünhalde (⊙) und Schloss Lindach (⊙).

- Zu Rechberg die Weiler Häge (⊙), Kleinishof (⊙), Rechberg (⊙), Schurrenhof (⊙) und Stollenhof, die Höfe Bärenhöfle (⊙), Fuchshof (⊙), Heustaig (⊙), Kratzerhöfle(⊙), Krempelhaus (⊙), Ödengehren (⊙), Starrenhof (⊙), Stollenhäusle (⊙), Unterer Kleinishof (⊙) und Zwieklinge (⊙), die Wohnplätze Birkhäusle (⊙), Braunhäusle (⊙), Hohenrechberg (⊙) und Ziegelhütte (⊙) und Ruine und Wohnplatz Schloßberg.

- Zu Schwäbisch Gmünd die Stadt Schwäbisch Gmünd (⊙).

- Zu Straßdorf das Dorf Straßdorf (⊙), die Weiler Metlangen (⊙), Reitprechts (⊙) und Schönbronn[92] (⊙), die Höfe Hokenschue (⊙), Hummelhalden (⊙), Schirenhof (⊙) und Vorderhochstett (⊙) und die Wohnplätze Hinterhochstett (⊙), Kriegshäusle (⊙) und Ziegerhof (früher zu Großdeinbach[90] ⊙).

- Zu Weiler in den Bergen das Dorf Weiler in den Bergen (⊙), die Weiler Herdtlinsweiler (⊙) und Steinbacher Höfe (⊙) und die Höfe Bilsenhof (⊙), Giengerhof (⊙), Krieghof (⊙), Oberer Haldenhof (⊙), Ölmühle (⊙) und Unterer Haldenhof (⊙).

### Spraitbach
Spraitbach (12,39 km²; 3.360 Einwohner; 271 EW je km²)
mit den Dörfern Spraitbach (⊙) und Hinterlintal (⊙), den Weilern Beutenhof (⊙), Hertighofen (⊙), Leinhäusle (⊙) und Vorderlintal (⊙), den Höfen Berghaus (⊙), Beutenmühle (⊙), Eigenhof (⊙), Hegenreute (⊙), Heiligenbruck (⊙) und Riedhaus (⊙) und den Wohnplätzen Kohlgehau (⊙), Ölmühle (⊙), Schilpenbühl (⊙) und Weggenziegelhütte (⊙).

### Stödtlen
Stödtlen (31,19 km²; 1.836 Einwohner; 59 EW je km²)
mit den Dörfern Stödtlen (⊙), Birkenzell (⊙), Dambach (⊙), Gaxhardt (⊙) und Regelsweiler (⊙), den Weilern Eck am Berg (⊙), Gerau (⊙), Niederroden (⊙), Oberbronnen (⊙), Stillau (⊙), Strambach (⊙) und Unterbronnen (⊙), den Höfen Berlismühle (⊙), Freihof (⊙), Kaltenwag (⊙), Kreuthof (⊙), Maxenhof (⊙), Merzenhof (⊙), Oberzell (⊙), Schnepfenmühle (⊙), Tragenroden (⊙), Weiler an der Eck (⊙) und Winterhof (⊙) und den Wohnplätzen Ziegelhütte (bei Stödtlen, ⊙) und Ziegelhütte (bei Strambach, ⊙).

### Täferrot
Täferrot (12 km²; 1.017 Einwohner; 85 EW je km²)
mit dem Dorf Täferrot (⊙), den Weilern Tierhaupten (⊙) und Utzstetten (⊙) und den Höfen Buchhof (⊙), Koppenkreut (⊙) und Rehnenmühle (⊙).

### Tannhausen
Tannhausen (17,74 km²; 1.797 Einwohner; 101 EW je km²)
mit dem Dorf Tannhausen (⊙), den Weilern Bergheim (⊙), Bleichroden (⊙), Ellrichsbronn (⊙), Hagenbucherhof (⊙), Riepach (⊙) und Sederndorf (⊙).

### Unterschneidheim
Unterschneidheim (68,07 km²; 4.934 Einwohner; 72 EW je km²) mit den Gemeindeteilen Geislingen, Nordhausen, Unterschneidheim, Unterwilflingen, Walxheim, Zipplingen und Zöbingen.
- Zu Geislingen das Dorf Geislingen (⊙).

- Zu Nordhausen das Dorf Nordhausen (⊙) und der Weiler Harthausen (⊙).

- Zu Unterschneidheim das Dorf Unterschneidheim (⊙) und der Weiler Oberschneidheim (⊙).

- Zu Unterwilflingen das Dorf Unterwilflingen (⊙) und der Weiler Oberwilflingen (⊙).

- Zu Walxheim das Dorf Walxheim (⊙) und der Weiler Hundslohe (⊙).

- Zu Zipplingen das Dorf Zipplingen (⊙) und die Weiler Sechtenhausen (⊙) und Wössingen(⊙).

- Zu Zöbingen das Dorf Zöbingen (⊙), der Weiler Wöhrsberg (⊙), die Höfe Greuthof (aufgegangen[97]) (⊙) und Heidmühle (wohl fälschlich auch Haidmühle)[98](⊙) und der Wohnplatz Jägerhaus.

### Waldstetten
Waldstetten (20,95 km²; 7.104 Einwohner; 339 EW je km²) mit den Gemeindeteilen Waldstetten und Wißgoldingen.
- Zu Waldstetten das Dorf Waldstetten (⊙), die Weiler Bläsishof (⊙), Tannweiler (⊙) und Weilerstoffel (⊙), die Höfe Braunhof (⊙), Eichhölzle (⊙), Heckenhof (⊙), Herzenklinge(n)[99] (⊙), Hohenreute (⊙), Klossenhölzle (⊙), Oberer Zusenhof (⊙), Pfeilhalde(n)[100] (⊙), Saurenhof (⊙), Schlangeleshalden (⊙), Schlatthölzle (⊙), Schlatthof (⊙), Tannhof (⊙) und Unterer Zusenhof (⊙) und die Wohnplätze Bronnforst (⊙), Edelhof[101] (⊙) und Tiergarten (⊙).

- Zu Wißgoldingen das Dorf Wißgoldingen (⊙) und die Höfe Bödnis(hof)[102] (⊙), Frauenholz(hof)[103] (⊙), Kapellhaus (⊙), Krähberger Hof (⊙) und Talmühle (⊙).

### Westhausen
Westhausen (38,46 km²; 6.189 Einwohner; 161 EW je km²) mit den Gemeindeteilen Lippach und Westhausen.
- Zu Lippach das Dorf Lippach (⊙), die Weiler Berg (⊙), Finkenweiler (⊙) und Lindorf (⊙), die Höfe Beerhalden (⊙), Forst und Vogel (⊙), Freudenhöfe (⊙) und Hundslohe (⊙) und der Wohnplatz Stockmühle (⊙).

- Zu Westhausen das Dorf Westhausen (⊙), die Weiler Baiershofen (⊙), Frankenreute (⊙), Immenhofen (⊙), Jagsthausen (⊙), Reichenbach (⊙), Ruital (⊙), Wagenhofen (⊙), Weidach (⊙) und Westerhofen (⊙) und die Wohnplätze Amselhof[104] (⊙), Faulenmühle (⊙), Jagsthof[105] (⊙), Kressenhof[106] (⊙) und Maihof[107] (⊙).

### Wört
Wört (18,17 km²; 1.506 Einwohner; 83 EW je km²)
mit dem Dorf Wört (⊙), den Weilern Aumühle (⊙), Bösenlustnau (⊙), Brombach (⊙), Dürrenstetten (⊙), Gaugenmühle (⊙), Grobenhof (⊙), Grünstädt (⊙), Hirschhof (⊙), Jammermühle (⊙), Königsroter Mühle (⊙), Konradsbronn (⊙), Mittelmeizen (⊙), Pfladermühle (⊙), Schönbronn (⊙) und Springhof (⊙), dem Ort Spitalhof (⊙) und dem Wohnplatz Häringssägmühle (⊙).

## Alphabetische Liste
In Fettschrift erscheinen die Orte, die namengebend für die Gemeinde sind, in Kursivschrift Einzelhäuser, Häusergruppen, Burgen, Schlösser und Höfe. Zusätzliche bestehende kleine Orte nach der Quelle www.leo-bw.de werden dort in aller Regel nicht wie in der Listengrundlage nach Weiler/Siedlung/Wohnplatz usw. differenziert, sondern einheitlich als Wohnplatz klassifiziert, dieser Ortsteiltyp wird hier entsprechend kursiviert übernommen.

### A
- Aalen
- Aalwirtshaus (aufgegangen[4]) zu Aalen
- Abtsgmünd
- Adelmannsfelden
- Adlersteige zu Neuler
- Affalterried zu Aalen
- Affalterwang zu Aalen
- Albanus oder Albanuskling[46] zu Hüttlingen
- Algishofen zu Obergröningen
- Alte Bürg oder Altenbürg[79] zu Riesbürg
- Altersberg zu Gschwend
- Althueb zu Ellenberg
- Altmannsrot zu Ellwangen (Jagst)
- Altmannsweiler zu Ellwangen (Jagst)
- Altschmiede zu Abtsgmünd
- Altweiher zu Abtsgmünd
- Am Wental[33] zu Essingen
- Amalienhof zu Bartholomä
- Amandusmühle zu Durlangen
- Amselhof[104] zu Westhausen
- Amselhöfle zu Abtsgmünd
- Arlesberg zu Aalen
- Attenhofen zu Aalen
- Aufhausen zu Bopfingen
- Aumühle zu Wört
- Ausägmühle zu Abtsgmünd
- Aushof zu Aalen
- Äußerer Kitzinghof zu Bartholomä
- Äußerer Möhnhof[21] zu Bartholomä

### B
- Bach (aufgegangen[15]) zu Abtsgmünd
- Bahnmühle zu Ellwangen (Jagst)
- Baiershofen zu Westhausen
- Baldern zu Bopfingen
- Banzenmühle zu Lauchheim
- Bärenhöfle zu Schwäbisch Gmünd
- Bargau zu Schwäbisch Gmünd
- Bartholomä
- Batschenhof zu Eschach
- Bautzenhof zu Ellenberg
- Baiermühle[22] zu Bopfingen
- Beerhalden zu Westhausen
- Beersbach zu Ellwangen (Jagst)
- Beiswang zu Böbingen an der Rems
- Benzenzimmern zu Kirchheim am Ries
- Berg zu Abtsgmünd
- Berg zu Westhausen
- Berghaus zu Spraitbach
- Bergheim zu Tannhausen
- Berghof[54] zu Lauchheim
- Berlismühle zu Stödtlen
- Bernhardsdorf zu Aalen
- Bernhardshof zu Abtsgmünd
- Bernlohe zu Aalen
- Betzenhof zu Rosenberg
- Beuren zu Aalen
- Beuren zu Heubach
- Beutenhof[61] zu Lorch, früher zu Großdeinbach
- Beutenhof zu Spraitbach
- Beutenmühle zu Spraitbach
- Billingshalden oder Schweizerhof zu Abtsgmünd
- Bilsenhof zu Schwäbisch Gmünd
- Binderhof zu Neuler
- Birkenlohe zu Ruppertshofen
- Birkenteich zu Essingen
- Birkenzell zu Stödtlen
- Birkhäusle zu Schwäbisch Gmünd
- Birkhof zu Aalen
- Birkhof zu Böbingen an der Rems
- Birkhof zu Essingen
- Birkhof zu Gschwend
- Birkhof zu Rosenberg
- Birkhof[87] zu Schechingen
- Birkhof zu Schwäbisch Gmünd vormals Bargau
- Birkhof zu Schwäbisch Gmünd vormals Herlikofen
- Birkholz (Wüstung[10]) zu Abtsgmünd
- Birnhäusle zu Ellenberg
- Bittelhof zu Ruppertshofen
- Blankenhöfe zu Bopfingen
- Bläsishof zu Waldstetten
- Bleichroden zu Tannhausen
- Blumenhof zu Abtsgmünd
- Blümle (aufgegangen[31]) zu Essingen
- Bödele[39] zu Gschwend
- Bodenbach zu Aalen
- Bödnishof oder Bödnis[102] zu Waldstetten
- Bolzenweiler[47] zu Hüttlingen
- Bopfingen
- Börrat zu Abtsgmünd
- Borsthof zu Ellwangen (Jagst)
- Boschenhof zu Ruppertshofen
- Bösenlustnau zu Wört
- Brackwang zu Heuchlingen
- Brainkofen zu Iggingen
- Brand[75] zu Obergröningen
- Brandhof zu Gschwend
- Brandhof zu Obergröningen
- Brastelburg zu Aalen
- Brastelhof zu Abtsgmünd
- Braune Hardt zu Ellwangen (Jagst)
- Braunhäusle zu Schwäbisch Gmünd
- Braunhof zu Böbingen an der Rems
- Braunhof zu Waldstetten
- Bräunlesrain zu Obergröningen
- Brausenried zu Aalen
- Brechtenhalden zu Gschwend
- Breitenbach zu Ellenberg
- Brombach zu Wört
- Bronnen zu Neuler
- Bronnenhäusle zu Aalen
- Bronnforst zu Waldstetten
- Bruck zu Lorch
- Bruckacker zu Durlangen
- Bruckenhaus zu Gschwend
- Brucker Sägmühle zu Lorch
- Bubenrain zu Aalen
- Buch zu Heubach
- Buch zu Rainau
- Buchhaus zu Gschwend
- Buchhausen zu Ellwangen (Jagst)
- Buchhof zu Obergröningen
- Buchhof zu Täferrot
- Buchmühle zu Jagstzell
- Bühler zu Adelmannsfelden
- Bühlhof zu Jagstzell
- Bühlhof[55] zu Lauchheim
- Burghardsmühle zu Neuler
- Burgholz zu Schwäbisch Gmünd
- Burgstall zu Neuler
- Burren zu Abtsgmünd
- Butzenberg zu Abtsgmünd

### C
- Christenhof zu Mögglingen
- Christhäuser zu Abtsgmünd

### D
- Dalkingen zu Rainau
- Dambach zu Stödtlen
- Dankoltsweiler zu Jagstzell
- Dankoltsweiler Sägmühle zu Jagstzell
- Dauerwang zu Essingen
- Degenfeld zu Schwäbisch Gmünd
- Degenhof zu Aalen
- Dehlingen zu Neresheim
- Dettenroden zu Ellwangen (Jagst)
- Dewangen zu Aalen
- Diepertsbuch zu Aalen
- Dieselhof zu Rosenberg
- Dietenhalden zu Eschach
- Dietenhof zu Gschwend
- Dietlesmühle zu Ellenberg
- Dietrichsweiler zu Jagstzell
- Dinglesmad zu Gschwend
- Dinkbühl zu Abtsgmünd
- Dirgenheim zu Kirchheim am Ries
- Dollishäusle zu Adelmannsfelden
- Dorfen zu Bopfingen
- Dorfmerkingen zu Neresheim
- Dossingen zu Neresheim
- Dreherhof zu Aalen
- Durlangen
- Durlanger Mühle (abgegangen[26]) zu Durlangen
- Dürrenstetten zu Wört

### E
- Ebnat zu Aalen
- Ebnat zu Neuler
- Eck am Berg zu Stödtlen
- Edelhof[101] zu Waldstetten
- Edelmühle zu Bopfingen
- Edenhof zu Lorch
- Eggenrot zu Ellwangen (Jagst)
- Eiberg zu Ellenberg
- Eiberger Sägmühle zu Ellenberg
- Eichenkirnberg zu Gschwend
- Eichenrain zu Jagstzell
- Eichhof[68] zu Neresheim
- Eichhof[88] zu Schechingen
- Eichhölzle zu Waldstetten
- Eichhorn zu Adelmannsfelden
- Eichhornhof zu Abtsgmünd
- Eichplatte zu Neresheim
- Eiderhalden zu Abtsgmünd
- Eigenhof zu Spraitbach
- Eigenzell zu Ellwangen (Jagst)
- Eisenhammerwerk (aufgegangen[7]) zu Aalen
- Elberschwenden zu Ellwangen (Jagst)
- Elchingen zu Neresheim
- Elisabethenberg zu Lorch
- Ellenberg
- Ellrichsbronn zu Tannhausen
- Ellwangen (Jagst)
- Engelhardsweiler zu Ellwangen (Jagst)
- Erdfeld[76] zu Rainau
- Erlenhof zu Lorch
- Ernst zu Gschwend
- Erpfental zu Ellwangen (Jagst)
- Erzhäusle zu Aalen
- Eschach
- Espachweiler zu Ellwangen (Jagst)
- Essingen
- Eulenmühle zu Jagstzell

### F
- Fach zu Obergröningen
- Fachsenfeld zu Aalen
- Farbhäusle zu Rosenberg
- Faulenmühle zu Westhausen
- Faulherrnhof zu Aalen
- Felgenhof zu Gschwend
- Finkenberg zu Jagstzell
- Finkenhaus zu Jagstzell
- Finkenweiler zu Westhausen
- Fischbach zu Abtsgmünd
- Fischhaus zu Abtsgmünd
- Flochberg zu Bopfingen
- Fluertshäuserhof zu Neresheim
- Fohlenhof zu Ruppertshofen
- Forst zu Essingen
- Forst und Vogel zu Westhausen
- Forsthaus (aufgegangen[23]) zu Bopfingen
- Frankeneich zu Aalen
- Frankenreute zu Westhausen
- Frauenhof zu Abtsgmünd
- Frauenholzhof oder Frauenholz[103] zu Waldstetten
- Freihof zu Stödtlen
- Freudenhöfe zu Westhausen
- Freudenhöfle zu Aalen
- Frickenhofen zu Gschwend
- Fuchshäusle zu Hüttlingen
- Fuchshof zu Schwäbisch Gmünd
- Fuchsmühle zu Lauchheim
- Fuchsreute zu Ruppertshofen
- Fürsitz zu Aalen

### G
- Gaishardt zu Neuler
- Gallusmühle zu Neresheim
- Gansershof zu Rosenberg
- Gaugenmühle zu Wört
- Gaxhardt zu Stödtlen
- Gehau und Karrenstrietle zu Durlangen
- Gehrenhof zu Eschach
- Gehrensägmühle zu Ellwangen (Jagst)
- Geiselrot zu Rosenberg
- Geiselwang zu Aalen
- Geißhalde[69] zu Neresheim
- Geislingen zu Unterschneidheim
- Georgenstadt zu Ellenberg
- Gerau zu Stödtlen
- Gerhof zu Ellenberg
- Giengerhof zu Schwäbisch Gmünd
- Gläserhof zu Gschwend
- Glashütte zu Aalen
- Glassägmühle zu Ellwangen (Jagst)
- Gobühl zu Aalen
- Göggingen
- Goldburghausen zu Riesbürg
- Goldshöfe zu Aalen
- Gollenhof zu Mögglingen
- Götzenmühle zu Eschach
- Götzenmühle zu Lorch
- Gratwohlhof zu Böbingen an der Rems
- Greuthof (aufgegangen[97]) zu Unterschneidheim
- Griesweiler zu Ellwangen (Jagst)
- Grobenhof zu Wört
- Gromberg zu Lauchheim
- Großdeinbach zu Schwäbisch Gmünd
- Großdölzer Hof zu Aalen
- Grünberg zu Jagstzell
- Grünhalde zu Schwäbisch Gmünd
- Grünstädt zu Wört
- Gschwend
- Gschwender Mühle zu Gschwend
- Gschwendhof zu Abtsgmünd

### H
- Haag zu Abtsgmünd
- Häge zu Schwäbisch Gmünd
- Hagenbucherhof[96] zu Tannhausen
- Haghof zu Gschwend
- Haghof zu Schechingen
- Haghöfle zu Gschwend
- Hagkling zu Gschwend
- Hahnenberg zu Aalen
- Hahnenmühle zu Jagstzell
- Haid zu Adelmannsfelden
- Haidmühle, wohl fälschlich für Heidmühle zu Unterscheidheim, siehe dort
- Haisterhofen zu Ellwangen (Jagst)
- Haldenhaus zu Aalen
- Haldenhaus zu Ruppertshofen
- Haldenhaus (aufgegangen[89]) zu Schechingen
- Haldenhäusle oder Haldenhaus[44] zu Gschwend
- Haldenhof zu Neuler
- Haldenhof zu Schwäbisch Gmünd
- Haldenhöfe[65] zu Neresheim
- Haldenschafhaus zu Hüttlingen
- Halheim zu Ellwangen (Jagst)
- Halmeshof[48] zu Hüttlingen
- Haltepunkt Deinbach (aufgegangen[91]) zu Schwäbisch Gmünd
- Haltepunkt Röttingen[56] zu Lauchheim
- Hammermühle zu Ellwangen (Jagst)
- Hammerschmiede zu Abtsgmünd
- Hammerstadt zu Aalen
- Hangendeinbach zu Schwäbisch Gmünd
- Hangendenbuch zu Abtsgmünd
- Hardt zu Ellwangen (Jagst)
- Häringssägmühle zu Wört
- Harthausen zu Unterschneidheim
- Härtsfeldhausen zu Bopfingen
- Härtsfeldwerke zu Neresheim
- Haselbach zu Ellenberg
- Haselbach-Söldhaus zu Schwäbisch Gmünd
- Hasenhöfle oder Hasenhof[43] zu Gschwend
- Häsle zu Ellenberg
- Heckenhof zu Waldstetten
- Heerhof zu Kirchheim am Ries
- Hegenberg zu Jagstzell
- Hegenreute zu Spraitbach
- Hegenstadt zu Jagstzell
- Heide zu Oberkochen
- Heidmühle zu Bopfingen
- Heidmühle[98] zu Unterschneidheim
- Heiligenbruck zu Spraitbach
- Heimatsmühle zu Aalen
- Heisenberg zu Aalen
- Helpertshofen zu Eschach
- Hengstberg zu Gschwend
- Herdtlinsweiler zu Schwäbisch Gmünd
- Herlikofen zu Schwäbisch Gmünd
- Herlingshof zu Rosenberg
- Herlingssägmühle zu Rosenberg
- Hermannsfeld zu Essingen
- Hermannsfeld (angeblich aufgegangen[62]) zu Mögglingen
- Herrenfeld zu Abtsgmünd
- Herrenwald zu Abtsgmünd
- Hertighofen zu Spraitbach
- Herzenklinge oder Herzenklingen[99] zu Waldstetten
- Herzensbühl zu Schwäbisch Gmünd
- Hesselschwang (aufgegangen[19]) zu Bartholomä
- Hetschenhof zu Gschwend
- Hettelsberg zu Lauchheim
- Hetzenhof zu Gschwend
- Hetzenhof zu Lorch
- Heubach
- Heuchlingen
- Heustaig zu Schwäbisch Gmünd
- Himmelreich zu Heubach
- Himmelreich zu Neuler
- Himmlingen zu Aalen
- Himmlingsweiler zu Aalen
- Hinterbrand zu Rosenberg
- Hinterbüchelberg zu Abtsgmünd
- Hinterer Spitalhof[28] zu Ellwangen (Jagst)
- Hinteres Breitenfeld zu Gschwend
- Hinterhochstett zu Schwäbisch Gmünd
- Hinterlengenberg zu Ellwangen (Jagst)
- Hinterlintal zu Spraitbach
- Hintersteinbach zu Ellenberg
- Hintersteinenbühl zu Ellwangen (Jagst)
- Hirlbach zu Ellwangen (Jagst)
- Hirnbuschhöfle zu Eschach
- Hirschbach zu Gschwend
- Hirschberg[17] zu Adelmannsfelden
- Hirschhof zu Aalen
- Hirschhof zu Wört
- Hirschmühle zu Schwäbisch Gmünd
- Hirschrain zu Bartholomä
- Hochgreut zu Ellwangen (Jagst)
- Hochtänn zu Rosenberg
- Hofen zu Aalen
- Höfenhölzle zu Abtsgmünd
- Hofherrnweiler zu Aalen
- Hofstetten zu Ellwangen (Jagst)
- Hohenberg zu Aalen
- Hohenberg zu Bopfingen
- Hohenberg zu Rosenberg
- Hohenhöfen zu Abtsgmünd
- Hohenlinde zu Lorch
- Hohenlohe zu Neresheim
- Hohenohl zu Gschwend
- Hohenrechberg zu Schwäbisch Gmünd
- Hohenreusch zu Gschwend
- Hohenreut zu Gschwend
- Hohenreute zu Waldstetten
- Hohenroden zu Essingen
- Hohenstadt zu Abtsgmünd
- Hohlenstein zu Neresheim
- Hokenschue zu Schwäbisch Gmünd
- Holbach zu Ellwangen (Jagst)
- Hollenhof zu Gschwend
- Hollenhof zu Lorch
- Hollenhöfle zu Gschwend
- Höllhof zu Ruppertshofen
- Holzhausen zu Eschach
- Hölzleshof[63] zu Neresheim
- Holzleuten zu Heuchlingen
- Holzmühle zu Bopfingen
- Holzmühle zu Rosenberg
- Hönig zu Ruppertshofen
- Honkling zu Gschwend
- Horlachen zu Gschwend
- Horn zu Göggingen
- Horner Mühle oder früher Mühle[37] zu Göggingen
- Hugenbeckenreute zu Gschwend
- Hülen zu Lauchheim
- Humbach zu Gschwend
- Humberg zu Gschwend
- Hummelbühl zu Durlangen
- Hummelhalden zu Schwäbisch Gmünd
- Hummelsweiler zu Rosenberg
- Hundsberg zu Gschwend
- Hundslohe zu Unterschneidheim
- Hundslohe zu Westhausen
- Hussenhofen zu Schwäbisch Gmünd
- Hütten zu Rosenberg
- Hüttenhof zu Rosenberg
- Hüttenhöfe zu Aalen
- Hüttlingen

### I
- Iggingen
- Immenhofen zu Westhausen
- Innerer Kitzinghof zu Bartholomä
- Itzlingen zu Bopfingen

### J
- Jägerhaus (aufgegangen[45]) zu Heubach
- Jägerhaus (angeblich aufgegangen[78]) zu Rainau
- Jägerhaus zu Unterschneidheim
- Jagsthausen zu Westhausen
- Jagstheim zu Kirchheim am Ries
- Jagsthof[105] zu Westhausen
- Jagstzell
- Jakobsberg zu Ruppertshofen
- Jammermühle zu Wört
- Joosenhof zu Gschwend
- Joosenhofer Sägmühle zu Gschwend

### K
- Kahlhöfe zu Lauchheim
- Kalkhöfe zu Ellwangen (Jagst)
- Kalkofen zu Bopfingen
- Kalkofen zu Kirchheim am Ries
- Kaltenwag zu Stödtlen
- Kapellhaus zu Waldstetten
- Kapfenburg zu Lauchheim
- Käshöfle zu Gschwend
- Kauhof zu Abtsgmünd
- Kellerhaus zu Abtsgmünd
- Kellerhaus zu Ellwangen (Jagst)
- Kellerhaus zu Schwäbisch Gmünd
- Kellerhof zu Jagstzell
- Kellershof zu Gschwend
- Kemnaten zu Eschach
- Kerkingen zu Bopfingen
- Keuerstadt zu Jagstzell
- Kiart zu Heuchlingen
- Killingen zu Ellwangen (Jagst)
- Kirche[83] zu Rosenberg
- Kirchheim am Ries
- Klause zu Aalen
- Kleemeisterei zu Göggingen
- Kleindeinbach zu Schwäbisch Gmünd
- Kleindölzer Hof zu Aalen
- Kleinishof zu Schwäbisch Gmünd
- Klossenhölzle zu Waldstetten
- Kloster Lorch zu Lorch
- Kloster Neresheim zu Neresheim
- Klotzenhof zu Lorch
- Klotzhöfe zu Schechingen
- Knausberg[52] zu Jagstzell
- Kocherhof zu Abtsgmünd
- Kohlgehau zu Spraitbach
- Kohlhöfle zu Aalen
- Kohlwasen (heute Unterer Kohlwasen[74]) zu Neuler
- Köhrhof zu Abtsgmünd
- Königsroter Mühle zu Wört
- Konradsbronn zu Wört
- Koppenkreut zu Täferrot
- Kösingen zu Neresheim
- Krähberger Hof zu Waldstetten
- Krämersberg zu Gschwend
- Kraßbronn zu Ellenberg
- Kratzerhöfle zu Schwäbisch Gmünd
- Krausenhof zu Böbingen an der Rems
- Krauthof oder heute Tannenbühl[82] zu Rosenberg
- Krebenhaus zu Ruppertshofen
- Krempelhaus zu Schwäbisch Gmünd
- Kressenhof[106] zu Westhausen
- Kreuthof zu Jagstzell
- Kreuthof zu Kirchheim am Ries
- Kreuthof zu Stödtlen
- Kreuzmühle zu Oberkochen
- Kreuzwasen[58] zu Leinzell
- Krieghof zu Schwäbisch Gmünd
- Kriegshäusle zu Schwäbisch Gmünd
- Kuderberg zu Adelmannsfelden

### L
- Lachenschafhaus zu Hüttlingen
- Lämmershof zu Gschwend
- Langenhalde zu Aalen
- Laubach zu Abtsgmünd
- Lauchheim
- Lauchhof[2] zu Aalen
- Lauchkling zu Essingen
- Lauterburg zu Essingen
- Lautern zu Heubach
- Leinenfirst zu Neuler
- Leinhaus zu Durlangen
- Leinhäusle zu Spraitbach
- Leinmühle zu Durlangen
- Leinroden zu Abtsgmünd
- Leinweiler zu Schechingen
- Leinzell
- Letten zu Abtsgmünd
- Lettenhäusle zu Ruppertshofen
- Lichshöfe oder Lixhöfe[67] zu Neresheim
- Lindach zu Schwäbisch Gmünd
- Lindenhäusle zu Ellwangen (Jagst)
- Lindenhof zu Ellwangen (Jagst)
- Lindenhof zu Rosenberg
- Lindenhof zu Ruppertshofen
- Lindenhof zu Schwäbisch Gmünd
- Lindenkeller zu Ellwangen (Jagst)
- Lindenreute (Lindenhöfle) zu Gschwend
- Lindorf zu Westhausen
- Linsenhof zu Gschwend
- Lippach zu Westhausen
- Lix (aufgegangen[32]) zu Essingen
- Lixhöfe oder Lichshöfe[67] zu Neresheim
- Lorch
- Ludwigsmühle zu Rosenberg
- Lustenau (aufgegangen[14]) zu Abtsgmünd
- Lusthof zu Aalen
- Lutstrut zu Abtsgmünd

### M
- Mäder zu Adelmannsfelden
- Mäderhof zu Aalen
- Mäderhöfe zu Heuchlingen
- Mädle zu Aalen
- Maierhof im Remstal zu Lorch
- Maihof[107] zu Westhausen
- Maisenhäuser zu Abtsgmünd
- Mantelhof zu Aalen
- Marzellenhof zu Gschwend
- Märzenhäusle zu Abtsgmünd
- Matzengehren zu Rosenberg
- Maueräcker[71] zu Neresheim
- Maxenhof zu Stödtlen
- Mehlhof zu Rosenberg
- Meisterstall zu Bopfingen
- Merzenhof zu Stödtlen
- Metlangen zu Schwäbisch Gmünd
- Metzelgehren zu Adelmannsfelden
- Metzelhof zu Lorch
- Metzlenshof zu Gschwend
- Michelfeld zu Bopfingen
- Mittelbronn zu Gschwend
- Mittelhohlenbach zu Abtsgmünd
- Mittellengenfeld zu Hüttlingen
- Mittelmeizen zu Wört
- Mittelwald zu Adelmannsfelden
- Mögglingen
- Möhnhof zu Bartholomä
- Mohrenstetten zu Lauchheim
- Mooswiese zu Durlangen
- Mörtingen zu Neresheim
- Muckensee zu Lorch
- Muckental zu Ellenberg
- Mühläckerle zu Gschwend
- Mühle oder neuer Horner Mühle[37] zu Göggingen
- Mühlhäusle zu Aalen
- Mühlholz zu Schechingen
- Mühlhölzle zu Göggingen
- Mulfingen zu Göggingen
- Mutlangen

### N
- Nagelmühle zu Bopfingen
- Nardenheim zu Gschwend
- Neresheim
- Neßlau zu Aalen
- Neubau zu Aalen
- Neubronn zu Abtsgmünd
- Neuhof zu Aalen
- Neuhueb zu Ellenberg
- Neukochen zu Aalen
- Neuler
- Neumühle (aufgegangen[8]) zu Aalen
- Neumühle zu Abtsgmünd
- Neumühle zu Gschwend
- Neumühle zu Jagstzell
- Neumühle[80] oder Ludwigsmühle zu Rosenberg
- Neunheim zu Ellwangen (Jagst)
- Neunstadt zu Ellwangen (Jagst)
- Neuschmiede zu Abtsgmünd
- Neuziegelhütte zu Aalen
- Niederalfingen zu Hüttlingen
- Niederberg[40] zu Gschwend
- Niederroden zu Stödtlen
- Niesitz zu Aalen
- Nordhausen zu Unterschneidheim

### O
- Oberalfingen zu Aalen
- Oberbettringen zu Schwäbisch Gmünd
- Oberböbingen zu Böbingen an der Rems
- Oberbronnen zu Stödtlen
- Oberdorf am Ipf zu Bopfingen
- Obere Röhrbachmühle zu Bopfingen
- Oberer Haldenhof zu Schwäbisch Gmünd
- Oberer Hangendenbuch[6] zu Aalen
- Oberer Hugenhof zu Gschwend
- Oberer Kohlwasen (früher Hurrlesrain[73]) zu Neuler
- Oberer Lauchhof zu Schwäbisch Gmünd
- Oberer Zusenhof zu Waldstetten
- Obergröningen
- Oberhohlenbach zu Abtsgmünd
- Oberkirneck zu Lorch
- Oberkochen
- Oberkolbenhof zu Essingen
- Oberlengenfeld zu Hüttlingen
- Oberriffingen zu Bopfingen
- Oberrombach zu Aalen
- Oberschneidheim zu Unterschneidheim
- Obersiegenbühl zu Hüttlingen
- Oberwilflingen zu Unterschneidheim
- Oberzell zu Stödtlen
- Öchsenhof zu Abtsgmünd
- Ödengehren zu Schwäbisch Gmünd
- Ohmenheim zu Neresheim
- Ohrmühle[81] zu Rosenberg
- Öl- und Sägmühle zu Abtsgmünd
- Ölhäuser zu Leinzell
- Ölmühle (aufgegangen[16]) zu Adelmannsfelden
- Ölmühle zu Ellwangen (Jagst)
- Ölmühle zu Essingen
- Ölmühle zu Heubach
- Ölmühle zu Ruppertshofen
- Ölmühle zu Schwäbisch Gmünd
- Ölmühle zu Spraitbach
- Onatsfeld zu Aalen
- Oppenland zu Gschwend
- Orrot zu Jagstzell
- Osterholz zu Kirchheim am Ries
- Ottenhof zu Adelmannsfelden
- Ottenried zu Gschwend

### P
- Papiermühle zu Adelmannsfelden
- Parkhaus (aufgegangen[24]) zu Bopfingen
- Patrizenhaus zu Adelmannsfelden
- Pfaffenhäusle zu Göggingen
- Pfaffenhölzle zu Neuler
- Pfahläcker[49] zu Hüttlingen
- Pfahlheim zu Ellwangen (Jagst)
- Pfeiferhof zu Gschwend
- Pfeifhaus oder Pfeifhäusle[29] zu Ellwangen (Jagst)
- Pfeilhalde oder Pfeilhalden[100] zu Waldstetten
- Pfersbach zu Mutlangen
- Pfladermühle zu Wört
- Pflaumloch zu Riesbürg
- Pommertsweiler zu Abtsgmünd
- Pompelhof zu Aalen
- Prinzeck[34] zu Essingen
- Pritschenhof zu Gschwend
- Pulvermühle zu Aalen
- Pulvermühle (aufgegangen[11]) zu Abtsgmünd
- Pulzhof zu Lorch

### R
- Rabenhof zu Ellwangen (Jagst)
- Radelstetten zu Schwäbisch Gmünd
- Rams[18] zu Adelmannsfelden
- Ramsenstrut zu Neuler
- Rappenbühl (aufgegangen[41]) zu Gschwend
- Rappenhof zu Gschwend
- Rattenharz zu Lorch
- Rattstadt zu Ellwangen (Jagst)
- Ratzensägmühle zu Jagstzell
- Rauburr zu Aalen
- Rauental zu Aalen
- Rechberg zu Schwäbisch Gmünd
- Regelsweiler zu Stödtlen
- Rehnenhof-Wetzgau zu Schwäbisch Gmünd
- Rehnenmühle zu Täferrot
- Reichenbach zu Aalen
- Reichenbach zu Westhausen
- Reichenhof zu Lorch
- Reichertshofen zu Abtsgmünd
- Reißenhöfle zu Gschwend
- Reitprechts zu Schwäbisch Gmünd
- Rennecker Mühle zu Jagstzell
- Reute zu Obergröningen
- Reutehof[50] zu Hüttlingen
- Riedhaus zu Spraitbach
- Riedhof zu Heuchlingen
- Riegel[70] zu Neresheim
- Riegelhof zu Aalen
- Riegelhof zu Jagstzell
- Riegersheim zu Jagstzell
- Riepach zu Tannhausen
- Rindelbach zu Ellwangen (Jagst)
- Ringlesmühle zu Riesbürg
- Rodamsdörfle zu Aalen
- Röhlingen zu Ellwangen (Jagst)
- Röhrbachsiedlung[25] zu Bopfingen
- Ropfershof zu Jagstzell
- Rosenberg
- Roßnagel zu Abtsgmünd
- Roßsumpf zu Gschwend
- Rot zu Jagstzell
- Rotbachsägmühle zu Jagstzell
- Rotenbach zu Ellwangen (Jagst)
- Rötenbach zu Abtsgmünd vormals Hohenstadt
- Rötenbach zu Abtsgmünd vormals Untergröningen
- Rötenbach zu Bartholomä
- Rötenbach zu Obergröningen
- Rotenberg[66] zu Neresheim
- Rötenberg zu Aalen
- Rötenberg zu Abtsgmünd
- Rotenhar zu Gschwend
- Röthardt zu Aalen
- Rothof zu Ellenberg
- Rothof zu Jagstzell
- Rotkreuz zu Ellwangen (Jagst)
- Rötlen zu Ellwangen (Jagst)
- Rotsold zu Aalen
- Röttingen zu Lauchheim
- Ruital zu Westhausen
- Ruppertshofen

### S
- Sachsenhof zu Schwäbisch Gmünd
- Sägmühle zu Adelmannsfelden
- Sägmühle zu Neresheim
- Sägreinhof zu Lorch
- Salchenhaus (aufgegangen[9]) zu Aalen
- Sandberg (aufgegangen[3]) zu Aalen
- Sandhof zu Abtsgmünd
- Sanzenbach zu Aalen
- Sauerbach zu Aalen
- Saurenhof zu Waldstetten
- Saverwang zu Rainau
- Schafhaus zu Lorch
- Schafhäuser zu Abtsgmünd
- Schafhäusle zu Iggingen
- Schafhof zu Aalen
- Schafhof zu Ellwangen (Jagst)
- Schäufele zu Abtsgmünd
- Schechingen
- Schelhoppen zu Essingen
- Scherrenmühle zu Aalen
- Scheubenhof zu Rosenberg
- Scheuenhof zu Ellwangen (Jagst)
- Scheuensägmühle zu Ellwangen (Jagst)
- Schierhof zu Gschwend
- Schilpenbühl zu Spraitbach
- Schimmelhof zu Rosenberg
- Schimmelsägmühle zu Rosenberg
- Schirenhof zu Schwäbisch Gmünd
- Schlägweidmühle zu Bopfingen
- Schlangeleshalden zu Waldstetten
- Schlatthof zu Waldstetten
- Schlatthölzle zu Waldstetten
- Schlauchhof zu Obergröningen
- Schlechtbach zu Gschwend
- Schlechtbacher Sägmühle zu Gschwend
- Schleifhäusle zu Adelmannsfelden
- Schleifhäusle zu Ellwangen (Jagst)
- Schloss Baldern zu Bopfingen
- Schloß Lindach zu Schwäbisch Gmünd
- Schloß Neresheim (1811–1892) zu Neresheim
- Schloß ob Ellwangen zu Ellwangen (Jagst)
- Schloßberg zu Bopfingen
- Schloßberg zu Schwäbisch Gmünd
- Schloßhof, früher Schloßhof[64] zu Neresheim
- Schlössle zu Schwäbisch Gmünd
- Schloßreute (aufgegangen[5]) zu Aalen
- Schmalenbach zu Ellenberg
- Schmidbügel zu Gschwend
- Schnaitberg zu Essingen
- Schneiderhaus zu Abtsgmünd
- Schnellhöfle zu Lorch
- Schnepfenmühle zu Stödtlen
- Schöllhof zu Gschwend
- Schönau zu Ellwangen (Jagst)
- Schönberg zu Lauchheim
- Schönberger Hof zu Neuler
- Schönbronn[92] zu Schwäbisch Gmünd
- Schönbronn zu Wört
- Schönenberg zu Ellwangen (Jagst)
- Schönhardt zu Iggingen
- Schrezheim zu Ellwangen (Jagst)
- Schultheißenhöfle zu Aalen
- Schurrenhof zu Schwäbisch Gmünd
- Schüsselhof zu Rosenberg
- Schwäbisch Gmünd
- Schwabsberg zu Rainau
- Schwalbenhof zu Aalen
- Schwefelhütte zu Lorch
- Schwegelhöfe[35] zu Essingen
- Schweighausen zu Jagstzell
- Schweindorf zu Neresheim
- Schweizerhof oder Billingshalden zu Abtsgmünd
- Schweizerhof zu Ellenberg
- Schwenningen zu Neuler (früher zu Rainau)[72]
- Sebastiansweiler (aufgegangen[86]) zu Schechingen
- Sechtenhausen zu Unterschneidheim
- Sederndorf zu Tannhausen
- Seehöfle zu Gschwend
- Seelach zu Abtsgmünd
- Seelach zu Gschwend
- Seemühle zu Lorch
- Seifertshofen zu Eschach
- Seitsberg zu Hüttlingen
- Simmisweiler zu Aalen
- Sixenhof zu Essingen
- Sofienhof zu Aalen
- Sonnenhof zu Ellwangen (Jagst)
- Sonnenhof[57] zu Lauchheim
- Spatzenmühle zu Abtsgmünd
- Spielegert zu Jagstzell
- Spitalhof zu Wört
- Spittelhof zu Gschwend
- Spitz zu Aalen
- Spitzensägmühle zu Rosenberg
- Spraitbach
- Springhof zu Wört
- Starrenhof zu Schwäbisch Gmünd
- Stefansweiler Mühle zu Aalen
- Steigberg zu Ellwangen (Jagst)
- Steinbacher Höfe zu Schwäbisch Gmünd
- Steinenbach zu Ruppertshofen
- Steinenforst zu Gschwend
- Steinfurt zu Aalen
- Steinhöfle zu Gschwend
- Steinmühle zu Bopfingen
- Steinmühle zu Neresheim
- Steinreute zu Abtsgmünd
- Steinreute zu Gschwend
- Sternhof zu Mögglingen
- Stetten zu Lauchheim
- Stetten zu Neresheim
- Stillau zu Stödtlen
- Stocken zu Ellwangen (Jagst)
- Stöcken zu Adelmannsfelden
- Stockensägmühle zu Ellwangen (Jagst)
- Stockmühle zu Westhausen
- Stödtlen
- Stollenhäusle zu Schwäbisch Gmünd
- Stollenhof zu Schwäbisch Gmünd
- Stumpfhof[84] zu Rosenberg
- Strambach zu Stödtlen
- Straßdorf zu Abtsgmünd
- Straßdorf zu Schwäbisch Gmünd
- Straßenhaus zu Gschwend
- Strauben zu Lorch
- Straubenmühle[51] zu Hüttlingen
- Streithöfle zu Aalen
- Striethof zu Ruppertshofen
- Strütle[59] zu Leinzell
- Sturmhof zu Gschwend
- Stutzenklinge zu Durlangen
- Suhhaus zu Obergröningen
- Sulzdorf zu Hüttlingen
- Süßhof zu Ellwangen (Jagst)

### T
- Täferrot
- Talacker zu Schwäbisch Gmünd
- Talmühle zu Waldstetten
- Tanau zu Durlangen
- Tannenbühl oder früher Krauthof[82] zu Rosenberg
- Tannenhof zu Aalen
- Tannenhof oder Tannenhöfle[20] zu Bartholomä
- Tannhausen
- Tannhof zu Waldstetten
- Tannweiler zu Waldstetten
- Tauchenweiler zu Essingen
- Teußenberg zu Essingen
- Tiergarten zu Waldstetten
- Tierhaupten zu Täferrot
- Tonolzbronn zu Ruppertshofen
- Tragenroden zu Stödtlen
- Treppach zu Aalen
- Treppelmühle[30] zu Ellwangen (Jagst)
- Trochtelfingen zu Bopfingen
- Trübenreute zu Aalen
- Trudelhöfle zu Lorch
- Tyrol zu Abtsgmünd

### U
- Uhlenhof zu Rosenberg
- Ulrichsmühle zu Ruppertshofen
- Ungnad zu Bopfingen
- Unterbettringen zu Schwäbisch Gmünd
- Unterböbingen zu Böbingen an der Rems
- Unterbronnen zu Stödtlen
- Untere Röhrbachmühle zu Bopfingen
- Unterer Haldenhof zu Schwäbisch Gmünd
- Unterer Hugenhof zu Gschwend
- Unterer Kleinishof zu Schwäbisch Gmünd
- Unterer Kohlwasen (früher Kohlwasen[74]) zu Neuler
- Unterer Lauchhof zu Schwäbisch Gmünd
- Unterer Zusenhof zu Waldstetten
- Untergröningen zu Abtsgmünd
- Unterkirneck zu Lorch
- Unterknausen zu Rosenberg
- Unterkochen zu Aalen
- Unterkolbenhof zu Essingen
- Unterlengenfeld zu Hüttlingen
- Unterriffingen zu Bopfingen
- Unterrombach zu Aalen
- Unterrotenhar[42] zu Gschwend
- Unterschneidheim
- Untersiegenbühl zu Hüttlingen
- Unterwilflingen zu Unterschneidheim
- Utzmemmingen zu Riesbürg
- Utzstetten zu Täferrot

### V
- Vellbach zu Eschach
- Vogelhof[38] zu Gschwend
- Vogelhof zu Lorch
- Vorderbüchelberg zu Abtsgmünd
- Vorderes Breitenfeld zu Gschwend
- Vorderhochstett zu Schwäbisch Gmünd
- Vorderlengenberg zu Ellwangen (Jagst)
- Vorderlintal zu Spraitbach
- Vorderwald zu Adelmannsfelden

### W
- Wachthaus zu Lorch
- Wagenhofen zu Westhausen
- Wagenrain zu Aalen
- Wagnershof zu Ellwangen (Jagst)
- Wahlenhalden zu Obergröningen
- Waiblingen zu Aalen
- Waldau zu Schwäbisch Gmünd
- Waldhaus zu Gschwend
- Waldhausen zu Aalen
- Waldhausen zu Lorch
- Waldhäuser Mühle zu Lorch
- Waldkrankenhaus St. Anton[77] zu Rainau
- Waldmannshofen zu Eschach
- Waldstetten
- Walkersbacher Tal zu Lorch
- Walkersmühle zu Lorch
- Walkmühle zu Bopfingen
- Walser zu Jagstzell
- Walxheim zu Unterschneidheim
- Wasseralfingen zu Aalen
- Wasserhof zu Gschwend
- Webershof zu Rosenberg
- Weggenziegelhütte[93] zu Spraitbach
- Wegstetten zu Abtsgmünd
- Weidach zu Westhausen
- Weidenfeld zu Aalen
- Weiher zu Gschwend
- Weihermühle zu Kirchheim am Ries
- Weiler[53] zu Jagstzell
- Weiler zu Rainau
- Weiler an der Eck zu Stödtlen
- Weiler in den Bergen zu Schwäbisch Gmünd
- Weilermerkingen zu Neresheim
- Weilerstoffel zu Waldstetten
- Weinschenkerhof[36] zu Essingen
- Weitmars zu Lorch
- Weitmarser Sägmühle zu Lorch
- Wendenhof zu Adelmannsfelden
- Westerhofen zu Westhausen
- Westhausen
- Wildenhäusle zu Abtsgmünd
- Wildenhof zu Abtsgmünd
- Wildenhöfle zu Gschwend
- Wildgarten zu Gschwend
- Wilflingen zu Abtsgmünd
- Willa zu Rosenberg
- Wimberg zu Gschwend
- Windhof zu Böbingen an der Rems
- Winterberg zu Jagstzell
- Winterhof zu Stödtlen
- Wißgoldingen zu Waldstetten
- Wöhrsberg zu Unterschneidheim
- Wolfsmühle zu Gschwend
- Wöllstein zu Abtsgmünd
- Wört
- Wössingen zu Unterschneidheim
- Wustenriet zu Schwäbisch Gmünd

### Z
- Zanken zu Hüttlingen
- Zeirenhof zu Schechingen
- Ziegelhütte zu Abtsgmünd
- Ziegelhütte (Auf der Heide) zu Bartholomä
- Ziegelhütte zu Gschwend
- Ziegelhütte zu Lorch
- Ziegelhütte zu Schwäbisch Gmünd
- Ziegelhütte[94] (bei Stödtlen) zu Stödtlen
- Ziegelhütte[95] (bei Strambach) zu Stödtlen
- Ziegerhof[90] zu Schwäbisch Gmünd
- Zimmerbach zu Durlangen
- Zimmerberg zu Abtsgmünd
- Zimmern zu Schwäbisch Gmünd
- Zimmerstetten zu Bopfingen
- Zipplingen zu Unterschneidheim
- Zöbingen zu Unterschneidheim
- Zollhaus zu Essingen
- Zollhaus[85] zu Rosenberg
- Zollhof zu Essingen
- Zollhof zu Rosenberg
- Zumholz (gemeinsamer Name für Gansershof und Webershof) zu Rosenberg
- Zwiebelshof zu Ellenberg
- Zwieklinge zu Schwäbisch Gmünd